# 柱廊

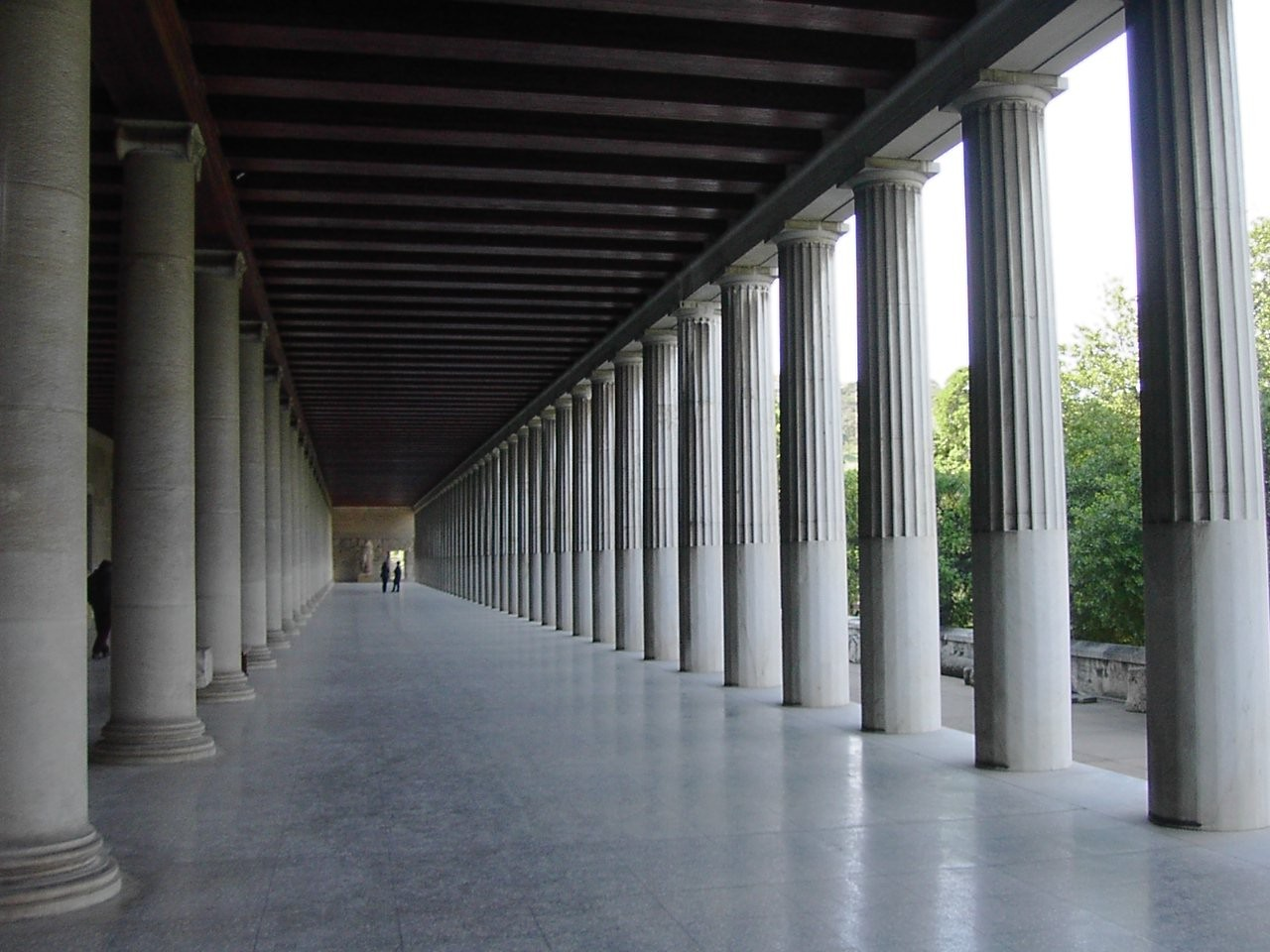
アテネで復元されたアッタロスの柱廊

柱廊（ちゅうろう）またはストア (stoa) は、ギリシア建築の屋根のある通路またはポルチコであり、一般に公共建築で使われる。

## 概要
初期の柱廊は柱が建物の入口から左右に包むように並んで安全かつ保護された雰囲気を持ち、ドーリア式が普通である。
その後の例では柱は2列となり、内側のコロネードを支持する屋根があり、そこに店や事務所が並んでいた。
様式はイオニア式に変化していった。
これらの建築物は公共のものであり、商人が物を売ったり、芸術家が作品を展示したり、宗教的行事を行ったりすることができた。
柱廊は一般に大都市の市場を取り囲んでいた。

## ストア派
哲学の学派であるストア派の名は、紀元前5世紀ごろからアテネのアゴラの北辺にあった彩色柱廊（ストア・ポイキレ）でゼノンが演説したことにちなむ。